# Kapelle (Zelanda)
Kapelle  è un centro abitato del Zuid-Beveland nella provincia olandese della Zelanda. Presso Kapelle ha sede il municipio del comune di Kapelle. Al 1º gennaio 2010 risulta una popolazione di 7.077 abitanti.